# Гайворонский, Иван Васильевич
Гайворонский Иван Васильевич (род. 2 февраля 1954, г. Кадиевка Ворошиловградской области) — доктор медицинских наук (1990), профессор (1991), начальник (1988—2009) и заведующий (с 2009 года) кафедрой нормальной анатомии и академик Военно-медицинской академии имени С. М. Кирова, заслуженный работник высшей школы Российской Федерации, дважды лауреат премии Правительства РФ в области образования (2006, 2013), заведующий кафедрой морфологии медицинского факультета СПБГУ, заведующий кафедрой морфологии с курсом гистологии, цитологии и эмбриологии ИМО ФГБУ «НМИЦ им. В. А. Алмазова». Полковник медицинской службы, автор известных методических пособий по анатомии, по которым выучилось не одно поколение врачей.

## Биография
Иван Васильевич Гайворонский родился в городе Кадиевка, Ворошиловградской области 2 февраля 1954 года.
Закончил фельдшерское отделение Старооскольского медицинского училища Белгородской области (1969) и факультет подготовки врачей для ракетных и сухопутных войск ВМедА с золотой медалью (1979). Это был выпуск начальника факультета Евгения Васильевича Зозули и начальника курса Василия Яковлевича Василенко.
По окончании академии оставлен в адъюнктуре при кафедре нормальной анатомии Военно-медицинской академии имени С. М. Кирова. Становление И. В. Гайворонского на всех должностях — от преподавателя (1982) до начальника кафедры (1988) проходило на кафедре нормальной анатомии. В 1990 году защитил докторскую диссертацию на тему: «Венозное и гемомикроциркуляторное русло органов брюшной полости в норме, при портальной гипертензии и после хирургической декомпрессии». В 1990 году ему присвоено учёное звание «доцент», а в 1991 — «профессор». С 1995 по настоящее время он также является заведующим кафедрой морфологии медицинского факультета Санкт-Петербургского Государственного Университета где под его руководством на факультете впервые созданы анатомический музей и учебный анатомический класс.

## Научная школа

### Доктора медицинских наук
1993 год
- П. С. Пащенко («Симпатоадреналовая и гипофиз-надпочечниковая системы в условиях гравитационных перегрузок»)

1998 год
- А. К. Иорданишвили («Морфофункциональное состояние жевательного аппарата у различных категорий летного состава»)

2002 год
- С. В. Чепур («Морфофункциональная характеристика структур нервной системы в норме закономерности изменений при печеночной энцефалопатии»)
- А. В. Гайворонский («Клинико-анатомическое обоснование хирургического лечения хронических синуситов» 2002г)

2007 год
- М. В. Ромашкин-Тиманов («Морфофункциональное обоснование хирургических методов лечения послеоперационных вентральных грыж брюшной стенки»)

2008 год
- С. Е. Байбаков («Закономерности постнатального морфогенеза головного мозга и черепа человека по данным магнитно-резонансной томографии»)

2012 год
- А. С. Сотников («Морфо-функциональное обоснование гастропанкреатодуоденальных резекций с коррекцией портального кровотока»)

2011 год
- Л. В. Пажинский («Клинико-морфологическая оценка альтернативно варьирующих признаков строения Полости носа и околоносовых пазух при хроническом синусите»)

### Кандидаты медицинских наук
1991 год
- И. Н. Кузьмина («Пластичность гемомикроциркуляторного русла тонкой кишки в условиях артериального и венозного коллатерального кровообращения»)
- В. В. Шабанов («Пролонгированное введение анальгетиков в остистые отростки позвонков при панкреатите»)

1993 год
- Н. И. Конкина («Пластичность гемомикроциркуляторного русла желудка при артериальном и венозном коллатеральном кровообращении»)
- А. М. Беляев (« Коррекция морфофункциональных расстройств в огнестрельной ране мягких тканей конечности»).
- Н. Н. Лебедев («Влияние стволовой ваготомии и перевязки сосудов желудка на портальное давление»)

1994 год
- О. В. Ноздреватых («Состояние некоторых структур головного мозга в норме и после односторонней перевязки внутренней сонной артерии»)
- Е. П. Забурчик («Морфометрическая характеристика подвисочной области черепа»)

1995 год
- В. Е. Милюков («Морфофункциональное обоснование различных видов энтероанастомозов»)
- Д. А. Старчик («Пластичность кровеносного русла тонкой кишки и при редуцированном кровообращении»)
- М. Ю. Кабанов («Антиоксиданты и антигипоксанты профилактике острых послеоперационных язв желудка и двенадцатиперстной кишки»)

1996 год
- И. М. Мусинов («Роль интрамурального нервного аппарата желудка в патогенезе острых язв и их лечение»)
- И. И. Марков («Микроциркуляторное русло слизистой оболочки носа околоносовых пазух в норме и при гипербарической оксигенации»)

1997 год
- Г. И. Ничипорук («Микроциркуляторное русло и экстрооганные вены кишечника при под печеночной форме портальной гипертензии»)
- Н. В. Тарасова («Анатомическое обоснование эндоназальных операций на решетчатом лабиринте»)

1998 год
- Д. С. Горбачев («Краниометрическая характеристика глазницы и анатомо-топографические взаимоотношения некоторых анатомических структур глазничного органокомплекса»)

1999 год
- В. А. Курочкин («Морфофункциональное состояние жевательных мышц в норме, при хронической гипергравитации и на фоне Фармакологической коррекции»)

2001 год
- Г. А. Доронина («Комплексная морфометрическая характеристика внутреннего основания черепа человека»)

2002 год
- Р. В. Неронов («Морфометрическая характеристика и прогнозирование краниометрических признаков»)

2003 год
- А. Н. Селиванов («Морфометрическая и топографо-анатомическая характеристики кровеносных сосудов полового члена взрослого человека»)
- А. Ю. Щербук («Анатомическое обоснование эндовидеохирургических вмешательств на образованиях передней черепной ямки»)

2004 год
- А. Д. Лукьяненко («Клинико-морфологическое основание применения илеоасцендоанастомоза»)
- И. А. Бочкарев («Анатомическое обоснование эндоназальной дакриоцисториностомии»)
- Д. А. Суров («Морфофункциональное обоснование расширенных оперативных вмешательств на поджелудочной железе с коррекцией портального кровотока»)

2005 год
- Ф. Н. Хныкин («Топографо-анатомический особенности простаты и её экстраорганных сосудов у взрослого человека»)
- А. А. Захаренко («Совершенствование сосудистой изоляции печени для её перфузии»)

2006 год
- С. В. Виноградов («Половые и индивидуальные морфометрические характеристики таза взрослого человека»)
- А. Л. Ефимов (« Изменения микроциркуляторного русла при остром панкреатите и их прогностическое значение»)
- Н. В. Тепышева («Анатомо-клинические корреляции при синдроме лицевого нерва отогенной этиологии»)
- А. А. Пономарев («Характеристика стираемости зубов и особенности их реставрации у взрослого человека»)
- Н. А. Белоусова («Морфологическая характеристика легких у плодов новорожденных с экстремально низкой массой тела при респираторном дистресс синдроме»)

2007 год
- С. В. Кузнецов («Клинические и анатомо-физиологические аспекты лапароскопической гистерэктомии»)

2008 год
- М. Г. Гайворонская («Анатомическое обоснование имплантации искусственных опор зубных протезов на верхней челюсти»)

2009 год
- Е. И. Дубовик («Асимметрия лицевого черепа при различных его формах у взрослого человека»)

2010 год
- А. В. Колтунов («Окклюзионно-обусловленные изменения капсулы височно-нижнечелюстного сустава»)

2011 год
- М. В. Сухинин («Морфологическая характеристика переднего эпителия роговицы и сосудистого русла конъюнктивы глазного яблока в норме и при механическом повреждений перилимбальной зоны»
- С. А. Морозов («Анатомо-клиническое обоснование использования эндовидеотехнологий при оболочечных гематомах в передних отделах мозгового черепа»)
- Г. А. Васильченко («Анатомические предпосылки затрудненного прорезывания нижних третьих моляров»)

2012 год
- А. С. Щанникова («Морфометрическая характеристика суставных поверхностей височно-нижнечелюстного сустава у взрослого человека при интактном прикусе и адентии»)
- О. В. Комарницкий («Анатомическое обоснование имплантации искусственных опор зубных протезов на нижней челюсти»)

## Научные интересы
Профессор Иван Васильевич Гайворонский сосредоточил внимание на разработке современных аспектов традиционных для кафедры научных проблем (коллатеральное кровообращение, медицинская краниология, морфология огнестрельной раны), разработке прикладных проблем, продиктованных запросами хирургической практики, анатомическом обосновании эндовидеотехнологий в различных отраслях практической медицины, разработке инновационных технологий изготовления и сохранения анатомических препаратов для учебных целей, индивидуально-типологическая оценка организма человека в норме и при различных заболеваниях, совершенствовании учебного процесса на кафедрах морфологического профиля. Результаты данных исследования вошли в многочисленные диссертационные работы его учеников.
Также, профессор Гайворонский является автором первой в России открытой анатомической выставки «Тело Человека. Мертвые учат живых». На выставке представлено более 500 анатомических экспонатов «норма, патология и воздействие на организм вредных привычек».

## Научные труды
Иван Васильевич Гайворонский является автором более 1000 научных работ, 5 учебников, 30 учебных пособий по нормальной анатомии, 18 монографий, 46 патентов на изобретения и полезные модели. Является научным руководителем 48 кандидатских и научным консультантом 9 докторских диссертаций.
Учебник «Нормальная анатомия человека» в 2 томах отличается современностью, наличием оригинальных разделов по прижизненной анатомии человека. Он был высоко оценен департаментом научно-исследовательских и образовательных медицинских учреждений, имеет гриф департамента Высших учебных медицинских заведении в 2001 году был удостоен 1-й премии Ученого Совета ВМедА им С. М. Кирова. Учебник «Анатомия человека» в двух томах (авторы И. В. Гайворонский, Г. И. Ничипорук, А. И. Гайворонский) в 2015 году также был удостоен первой премии Ученого Совета ВМедА им. С. М. Кирова. Учебник «Анатомия и физиология человека» для средних медицинских учебных заведений (авторы И. В. Гайворонский, Г. И. Ничипорук, А. И. Гайворонский) выдержал 10 изданий.

## Награды
Иван Васильевич Гайворонский награждён 11 медалями и двумя государственными наградами: Орденом Почета и медалью ордена «За заслуги перед Отечеством II степени». За большие научные достижения в области морфологии награждён Золотой звездой Вернадского III степени и медалью Всероссийского научно-медицинского общества анатомов, гистологов и эмбриологов, медалью Н. И. Пирогова и дипломом «За доблестный труд, верность профессии и бескорыстное служение медицине и вклад в развитие хирургии». Член-корреспондент Российской Военно-медицинской академии (1999), академик Российской Военно-медицинской академии (2007), заслуженный работник Высшей школы (2004), академик Международной академии интегративной антропологии(2004), член-корреспондент Петровской академии наук и искусств (2000), академик Петровской академии наук и искусств (2012).
Премия Правительства Российской Федерации в области образования
- 2006 — «за научно-практическую разработку „Полимерное бальзамирование — инновационная технология изготовления и сохранения натуральных биологических объектов для образовательных и просветительских целей“»[1].
- 2013 — «за научно-практическую разработку „Инновационные формы наглядной научно-просветительской работы по сохранению здорового образа жизни и изучению основ медицинских знаний в образовательных учреждениях“»[2].